# マタベイ (クレーター)
マタベイ（英: Matabei）は、太陽系の惑星である水星のクレーターである。
直径約24km、珍しい暗い光条がある、モーツァルトと同じ、天体衝突して底の暗い物質が水星表面に爆発で形成されたと考える。
名前は日本の絵師岩佐又兵衛に由来する。